# ADO Den Haag in het seizoen 2018/19 (vrouwen)
Het seizoen 2018/2019 was het 12e jaar in het bestaan van de Haagse vrouwenvoetbalclub ADO Den Haag. De club kwam uit in de Eredivisie en eindigde op de vierde plaats. In het toernooi om de KNVB beker reikte de ploeg tot de halve finale. Hierin was PEC Zwolle, na strafschoppen, te sterk.

## Wedstrijdstatistieken

### Eredivisie
|       | Achilles '29 | AFC Ajax | Alkmaar | Excelsior | sc Heerenveen | PEC Zwolle | PSV   | FC Twente |
| ----- | ------------ | -------- | ------- | --------- | ------------- | ---------- | ----- | --------- |
| Thuis | 6 – 0        | 2 – 2    | 4 – 1   | 2 – 0     | 4 – 1         | 3 – 2      | 1 – 2 | 3 – 1     |
| Uit   | 1 – 9        | 1 – 0    | 2 – 3   | 2 – 0     | 0 – 3         | 1 – 0      | 2 – 1 | 5 – 1     |

#### Kampioensgroep 1–5
|       | AFC Ajax | PEC Zwolle | PSV   | FC Twente |
| ----- | -------- | ---------- | ----- | --------- |
| Thuis | 2 – 2    | 4 – 1      | 2 – 2 | 1 – 3     |
| Uit   | 1 – 1    | 3 – 3      | 5 – 0 | 2 – 0     |

### KNVB beker
| Achtste finale                      | PSV                                                    | 3 – 3 (0 – 2) 2 – 3 na strafschoppen | ADO Den Haag                                            |  |
| Plaats: Eindhoven De Herdgang       | Jeslynn Kuipers 78' Katja Snoeijs 84' Nadia Coolen 85' | Wedstrijdverslag                     | 25' Sharona Tieleman 36' Chasity Grant 74' Pia Rijsdijk |  |
| Kwartfinale                         | ADO Den Haag                                           | 1 – 0 (0 – 0)                        | DTS Ede                                                 |  |
| Plaats: Den Haag Cars Jeans Stadion | Pia Rijsdijk 52'                                       | Wedstrijdverslag                     |                                                         |  |
| Halve finale                        | PEC Zwolle                                             | 0 – 0 (0 – 0) 4 – 2 na strafschoppen | ADO Den Haag                                            |  |
| Plaats: Zwolle MAC³PARK stadion     |                                                        |                                      |                                                         |  |

## Statistieken ADO Den Haag 2018/2019

### Eindstand ADO Den Haag in de Nederlandse Eredivisie Vrouwen 2018 / 2019
| Stand | Gespeeld | Gewonnen | Gelijk | Verloren | Punten | Doelpunten voor | Doelpunten tegen | Gele kaarten | Rode kaarten |
| ----- | -------- | -------- | ------ | -------- | ------ | --------------- | ---------------- | ------------ | ------------ |
| 4e    | 16       | 9        | 1      | 6        | 28     | 42              | 23               | 15           | 0            |

### Eindstand ADO Den Haag in de kampioensgroep 1–5 2018 / 2019
| Stand | Gespeeld | Gewonnen | Gelijk | Verloren | Punten | Doelpunten voor | Doelpunten tegen | Gele kaarten | Rode kaarten |
| ----- | -------- | -------- | ------ | -------- | ------ | --------------- | ---------------- | ------------ | ------------ |
| 4e    | 8        | 1        | 4      | 3        | 21     | 13              | 19               | 4            | 2            |

### Topscorers
| #      | Naam               | Goal |
| ------ | ------------------ | ---- |
| 1.     | Pia Rijsdijk       | 17   |
| 2.     | Victoria Pelova    | 9    |
| 3.     | Chasity Grant      | 5    |
| 3.     | Maartje Looijen    | 5    |
| 3.     | Taylor Ziemer      | 5    |
| 4.     | Romy Speelman      | 4    |
| 5.     | Nadine Noordam     | 3    |
| 5.     | Marisa Olislagers  | 3    |
| 6.     | Allyssa Daal       | 1    |
| 6.     | Nance van der Meer | 1    |
| Totaal | Totaal             | 55   |

| #      | Naam             | Goal |
| ------ | ---------------- | ---- |
| 1.     | Pia Rijsdijk     | 2    |
| 2.     | Chasity Grant    | 1    |
| 2.     | Sharona Tieleman | 1    |
| Totaal | Totaal           | 4    |

### Kaarten
| #      | Naam              | Kreeg geel |
| ------ | ----------------- | ---------- |
| 1.     | Priscilla Mesker  | 5          |
| 2.     | Marisa Olislagers | 3          |
| 3.     | Sharon Kok        | 2          |
| 3.     | Nadine Noordam    | 2          |
| 3.     | Amber Verspaget   | 2          |
| 4.     | Annouk Boshuizen  | 1          |
| 4.     | Chasity Grant     | 1          |
| 4.     | Victoria Pelova   | 1          |
| 4.     | Romy Speelman     | 1          |
| 4.     | Sharona Tieleman  | 1          |
| Totaal | Totaal            | 19         |

| #      | Naam       | Kreeg voor de tweede keer geel en dus rood |
| ------ | ---------- | ------------------------------------------ |
| 1.     | Sharon Kok | 1                                          |
| Totaal | Totaal     | 1                                          |

| #      | Naam       | Weggestuurd |
| ------ | ---------- | ----------- |
| 1.     | Sharon Kok | 1           |
| Totaal | Totaal     | 1           |